# Creu de Beca
La Creu de Beca és una creu de terme situada al nord de la vila d'Olesa de Montserrat (Baix Llobregat) protegida com a Bé Cultural d'Interès Local. Està inclosa a l'Inventari del Patrimoni Arquitectònic de Catalunya amb els números 30851 i 45697. Aquesta creu és al peu del camí vell d'Olesa a Vacarisses. Consisteix en un sòcol circular de pedra al centre del qual s'enlaira una columna, també de pedra, coronada per una creu de ferro. Aparentment aquesta creu presenta els braços amb expansions ovalades i extrems carrats.

## Descripció
Es tracta d'una creu amb una base en forma de cercle, que sembla una pedra de molí, situada sobre un pedestal quadrat. La creu es troba al capdamunt d'una columna de pedra de secció poligonal. Aquesta és de ferro decorada amb petites creus dins de cercles i tatxes. Els braços de la creu presenten expansions ovalades i extrems carrats. La creu està emplaçada a la partida de Bruguerols, just on el terme deixava de ser pla per convertir-se en muntanyós, en un encreuament al peu del camí ral que anava cap a Vacarisses (pel pla del Fideuer i coll de Bram) i continuava fins a Manresa. És l'única de les creus de terme d'Olesa que es conserven in situ. Els dos únics elements de la creu medieval que es conserven són el sòcol circular i el fust, ambdós de pedra.
La creu està emplaçada en el punt on el terme comença a tornar-se costerut, a la partida de Bruguerols. La seva situació respon al camí ral que anava de Vacarisses a Manresa, el qual segurament prové d'un camí romà que transcorria per la vall del Llobregat. Aquest camí en els segles xviii i xix, passava per la font de la Pastora, fins al pla del Fideuer, ascendint per la vall del Torrent de la Creu de Beca i la Roureda. En el pla del Fideuer es produïa un desdoblament, es podia anar cap al nord-est cap a Vacarisses, per Coll de la Pera de la Bossa; o cap a Castellbell i Manresa, a través del Coll del Bram i la Serra de l'Hospici direcció a la cruïlla de camins de Palà on s'hi trobava un hostal.

## Història
La primera referència documental de la creu és de 1522 especificant "un indret anomenat creu d'en Bequer". Hi ha referències documentals que evidencien l'existència de la creu des de l'any 1700, però hi ha sospites que el topònim podria ser més reculat, puix l'any 1336 els mateixos terrenys on s'alça la creu eren propietat d'un tal Joan Beguer.
En origen se'n deia Creu d'en o de Bequer, i sota aquesta denominació en trobem la seva primera referència escrita el 1522, però a partir del segle xvii fins a l'actualitat, la creu ha sigut també anomenada com a Creu de Bequa, Becha, Cruz de Baquer o la denominació actual de creu de Beca. La creu de pedra va desaparèixer a finals del segle xix. Posteriorment s'hi col·locà la creu de ferro. L'any 2007 es van editar uns Goigs dedicats a aquesta Creu compostos per Miquel Guillamón Casanovas.